# Salerno Basket 92
L'A.D. Salerno Basket 92 è una società di pallacanestro femminile di Salerno.
Fondata nel 1992 come A.D. Nuova Pallacanestro Battipaglia, gioca al palazzetto dello sport Francesco Silvestri.

## Storia
A pochi anni dalla nascita, è giunta prima in Serie B e poi in Serie A2, che ha disputato complessivamente per sedici stagioni. Dal 2017 è tornata in Serie B.

Nel 1998-99 gioca nel girone C della Serie A2. Si salva nel 2000-01. Retrocessa e poi ripescata nel 2001-02, nel 2002-03 partecipa ai play-off. Nel 2003-04 si salva ai play-out.

Salva nel 2004-05, nel 2005-06 è retrocessa ai play-out, in finale contro la Dodaro Rende; in seguito è stata ripescata dopo la rinuncia di Chieti. Nel 2006-07 è giunta al nono posto. Nel 2007-08 perde i play-out contro Napoli e retrocede in Serie B d'Eccellenza.
Nel 2011 ritorna in serie A2 femminile, vince la Coppa Italia di Serie B d'Eccellenza e si trasferisce a Salerno. Nel 2012-13 cambia la denominazione in AD Salerno Basket '92 e torna ai play-off di A2 a dieci anni esatti di distanza dall'ultima volta, venendo eliminata dalla Dike Basket Napoli. Nelle stagioni 2013-14 e 2014-15 ottiene la salvezza nella seconda fase della Poule Retrocessione. Particolarmente brillante quella del 2014-15 con un ciclo di ben otto partite consecutive vinte.
Nella stagione 2015-16 retrocede in Serie B dopo aver perso la doppia finale playout contro San Salvatore Selargius ma ottiene il ripescaggio in Serie A2, categoria che disputa nell'annata 2016-17. Al termine del campionato arriva una nuova retrocessione dopo i playout persi contro il Cus Cagliari. Nella stagione 2017-18 termina al quarto posto il campionato di Serie B campano e vince la Coppa Campania in finale battendo la Givova Ladies FreeBasketball Scafati. Nel campionato 2020/21, iniziato a marzo e terminato a maggio con compressione degli impegni dopo la pandemia da Covid19, si classifica al secondo posto dietro la Blue Lizard Capri. Nella stagione successiva si conferma ancora seconda nella regular season dietro alla Polisportiva Battipagliese che, tuttavia, le granatine eliminano in finale playoff (dopo aver liquidato la Virtus Benevento in semifinale), accedendo così agli spareggi nazionali per l'accesso in A2: a frenare la corsa del Salerno '92 è la Jolly Acli Livorno nella sfida di andata e ritorno. Alle campane non basta il successo al PalaSilvestri, passano le toscane per la miglior differenza canestri nelle sfide. Nella stagione 2022/23 si chiama Nasce un Sorriso Salerno '92 e milita ancora in Serie B femminile; vince la Coppa Campania di categoria superando la Virtus Basket Ariano Irpino. Nell'annata seguente (denominazione Sirio Salerno '92), oltre al bis in Coppa Campania, riesce a centrare la promozione in Serie A2 al termine di una cavalcata incredibile fatta da 30 partite ufficiali e altrettante vittorie, chiusa con il doppio successo in finale contro le emiliane della Basketball Sisters.

## Palmarès
- Coppa Italia di Serie B Ecc.: 1
2011
- Coppa Campania: 3
2018, 2023, 2024

## Roster 2023/24
| Sirio Salerno '92 (2023/24) | Sirio Salerno '92 (2023/24) |
| Giocatori                   | Staff tecnico               |
| --------------------------- | --------------------------- |

| N. | Naz.                  | Ruolo | Nome                   | Anno | Alt. | Peso |  |
| -- | --------------------- | ----- | ---------------------- | ---- | ---- | ---- |  |
| 2  | Portogallo (bandiera) |       | Rita Oliveira          | 2000 |      |      |  |
| 3  | Italia (bandiera)     |       | Emilia Carol Naddeo    | 2008 |      |      |  |
| 4  | Italia (bandiera)     |       | Camilla Valerio        | 1994 |      |      |  |
| 5  | Italia (bandiera)     |       | Federica Orchi         | 1997 |      |      |  |
| 6  | Italia (bandiera)     |       | Carmen Scala           | 2000 |      |      |  |
| 7  | Italia (bandiera)     |       | Alessia De Mitri (C)   | 1998 |      |      |  |
| 8  | Italia (bandiera)     |       | Roberta Tagliaferri    | 2008 |      |      |  |
| 9  | Italia (bandiera)     |       | Fabiana Esposito       | 2007 |      |      |  |
| 10 | Italia (bandiera)     |       | Alessia D'Amico        | 2008 |      |      |  |
| 18 | Italia (bandiera)     |       | Alessandra Virgilio    | 2008 |      |      |  |
| 23 | Camerun (bandiera)    |       | Carine Silatsa Ngukoug | 1998 |      |      |  |
| 24 | Italia (bandiera)     |       | Nicoletta Scolpini     | 2000 |      |      |  |
| 32 | Italia (bandiera)     |       | Giulia Lufrano         | 2008 |      |      |  |
| 12 | Italia (bandiera)     |       | Christelle Takrou      | 1998 |      |      |  |

| Allenatore                                                                     |
| - Njegos Visnjic                                                               |
| Assistente/i                                                                   |
| - Patrizia RinaldI Legenda - (C) Capitano - (IN) Inattivo - Infortunato Roster |